# Ochránce (seriál, 1996)
Ochránce (v anglickém originále The Sentinel) je americký akční televizní seriál, jehož autory jsou Paul De Meo a Danny Bilson. Premiérově byl vysílán v letech 1996–1999 na stanici UPN. Celkově bylo natočeno 65 dílů rozdělených do čtyř řad.
Seriál byl televizí původně zrušen na jaře 1998 po třetí řadě, která končila cliffhangerem. Po rozsáhlé kampani fanoušků mobilizovaných na internetu, jež zahrnovala dopisy stanici, demonstraci během tiskové konference i reklamy v deníku USA Today a časopisu Variety, získal Ochránce závěrečnou zkrácenou čtvrtou řadu.

## Příběh
Příslušník U.S. Army Rangers Jim Ellison strávil 18 měsíců v peruánské džungli, zbytek jeho jednotky byl zabit. Během této doby byl v kontaktu s indiánským kmenem a všech jeho pět smyslů se u něj vyvinulo do extrémní citlivosti. Při pátrání naleznou Ellisona američtí vojáci, kteří ho vezmou zpět do civilizace. O pět let později pracuje Jim Ellison jako detektiv na policii ve městě Kaskáda (v originále Cascade) ve Washingtonu a náhle se u něj zesílené smysly, které byly návratem domů utlumeny, opět projeví. Náhodně se setká s mladým antropologem Blairem Sandburgem, který v něm spatří tzv. Ochránce, osobu, jež chrání díky vyvinutým smyslům v kmenové společnosti vesnici. Vědec se následně stane policejním pozorovatelem a společně s Ellisonem bojují proti zločinu ve městě, v čemž jim výrazně pomáhají detektivovy citlivé smysly.

## Obsazení
- Richard Burgi jako detektiv Jim Ellison
- Garett Maggart jako Blair Sandburg
- Kelly Curtis jako poručík Carolyn Plummerová (1. řada)
- Bruce A. Young jako kapitán Simon Banks
- Anna Galvin jako Megan Connorová (3. řada, jako host ve 4. řadě)

## Vysílání
| Řada | Díly | Premiéra v USA  | Premiéra v USA    | Premiéra v ČR     | Premiéra v ČR  |
| Řada | Díly | První díl       | Poslední díl      | První díl         | Poslední díl   |
| ---- | ---- | --------------- | ----------------- | ----------------- | -------------- |
| 1    | 10   | 20. března 1996 | 17. července 1996 | 15. prosince 1998 | 18. ledna 1999 |
| 2    | 24   | 4. září 1996    | 21. května 1997   | 19. ledna 1999    | 2. srpna 1999  |
| 3    | 23   | 10. září 1997   | 20. května 1998   | 6. ledna 2003     | 4. února 2003  |
| 4    | 8    | 1. února 1999   | 24. května 1999   | 12. března 2000   | 30. dubna 2000 |